# Mundilfari

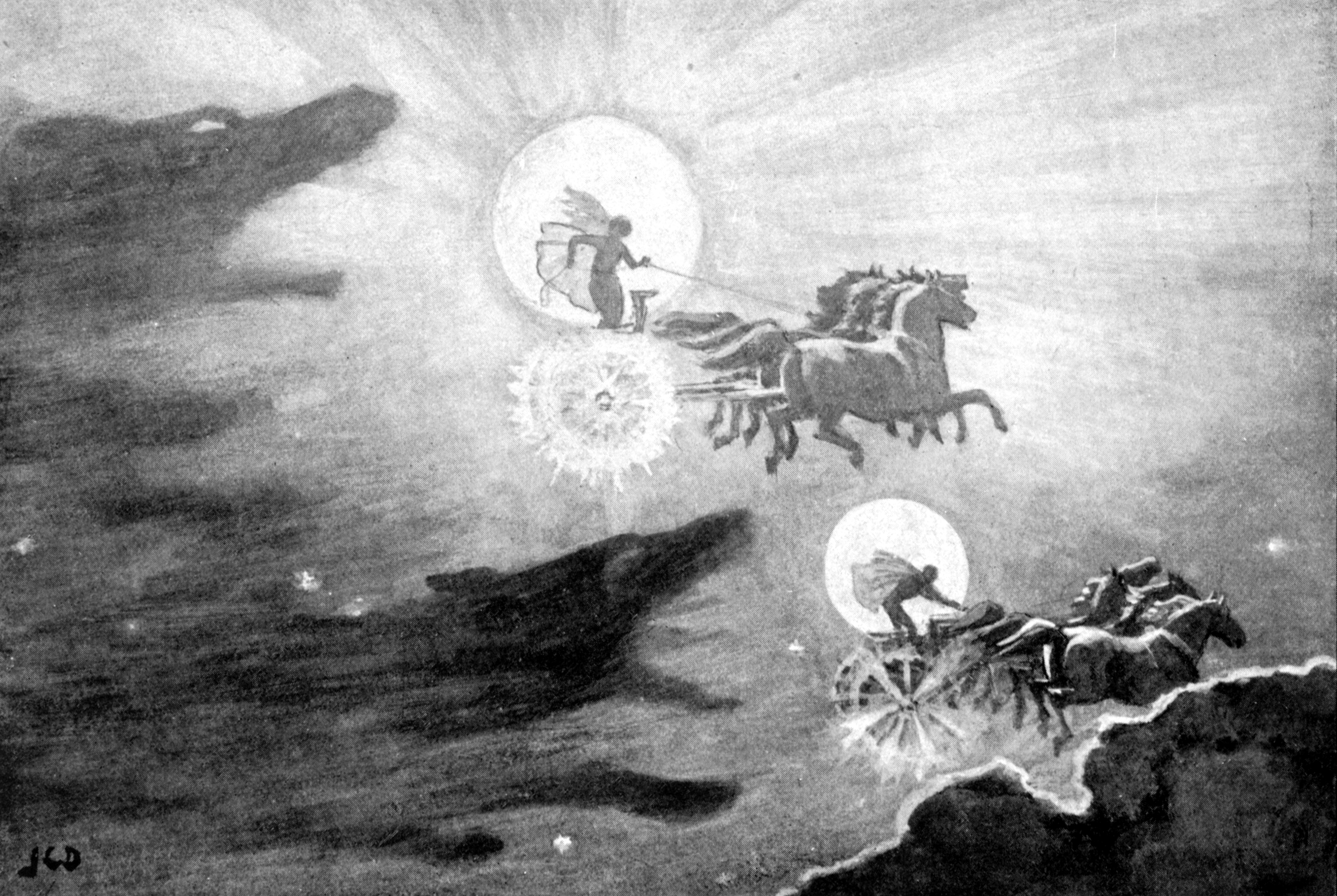
Los lobos persiguiendo a Sol y Máni.

En la mitología nórdica, Mundilfari (o Mundilfäri) era el padre de Sól (diosa del Sol) y Máni (dios de la Luna) junto con Glaur. Su nombre es tomado por una luna de Saturno. Es atestiguada en el poema Vafþrúðnismál de la Edda poética y en el libro Gylfaginning de la Edda prosaica.